# Shigefumi Hino
Shigefumi Hino (日野重文, Hino Shigefumi) (1963) is een Japans grafisch ontwerper en werkte als spelregisseur en planner bij Nintendo EAD. Shigefumi Hino is de ontwerper van de groene draak Yoshi. Super Mario World is het eerste spel waar hij aan werkte. Hino is de regisseur van de Pikmin-serie samen met Masamichi Abe. In de Pikmin-serie, heeft Hino zich voornamelijk gericht op het grafische ontwerp en hij was betrokken bij de karakter-elementen van de personages, terwijl Abe zich voornamelijk heeft gericht op het ontwerp van de gameplay.